# Parathelphusa undulata
Parathelphusa undulata is een krabbensoort uit de familie van de Gecarcinucidae. De wetenschappelijke naam van de soort is voor het eerst geldig gepubliceerd in 1998 door D. G. B. Chia & Ng.